# Dojra

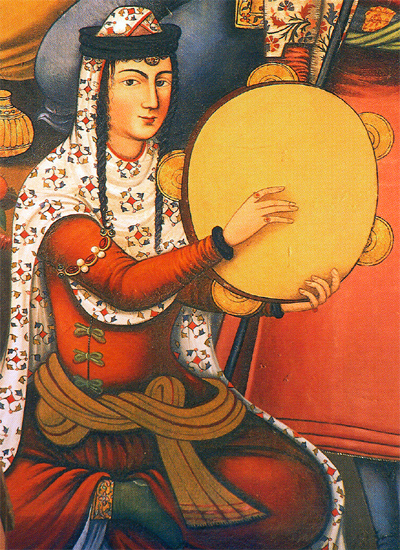
Perská žena při hře na dojru, malba z paláce v Isfahanu, 17. století

Dojra (nebo doyra, dojra, dajre, doira, dajreja, daire, def, dareh, daira) je bicí hudební nástroj, středně velký rámový buben se zvonky nebo bez nich, který se používá k doprovodu populární i tradiční hudby v Íránu, Tádžikistánu, Afghánistánu, Ázerbájdžánu (známý jako kaval), na Kavkaze, na Balkáně a v mnoha zemích střední Asie, jako je Kazachstán a Uzbekistán. Rámové bubny jsou také populární v mnoha regionech Gruzie, jako jsou Kartli, Kakheti, Tusheti, Samegrelo, Racha a Imereti. 
Jde o bicí nástroj s jednou hlavicí, který se neužívá pouze ve  Střední Asii a na Středním východě, ale také v některých částech ruských polárních oblastí. Jednoduchý buben je vytvořen připevněním kožního krytu na dřevěný kruhový rám pomocí lepidla a látkových pásků. Některé dojry mají ještě po obvodu rámu připevněné páry kovových poklic, rolničky nebo zvonky, které zvuk rozmnožují a dodávají mu kvalitu podobnou tamburíně.

## Historie
Historie dojry je stará přes dvě tisíciletí. V pahlaví (středoperština) se nástroj nazýval „dare“. Perský básník Abú-Sa'íd Abú-l-Chejr (967–1048) zmiňuje ve svých dílech slovo „dyere“ ve smyslu „buben“.

## Regionální variace
Dojra je jedním z nejznámějších rámových bubnů v Persii a střední Asii a v pahlaví (perském starověkém jazyce) se dojra nazývá dareh .
V Ázerbájdžánu a Arménii se tomu bubnu říká ghaval , někdy daf/dap  a hraje se na něm při slavnostních příležitostech. V ázerbájdžánské hudbě má tento buben, který obvykle doprovází ašyka (básníka/zpěváka), název ghaval (dayereh). Tradiční soubor zahrnuje zpěváka, který hraje na buben, a dva instrumentalisty, jeden hraje na dehtu (loutna s dlouhým hrdlem) a druhý na kamancheh (housle s ohnutým hrotem).

## Struktura a konstrukce
Rolničky, které jsou tenkými kovovými deskami nebo kroužky, jsou připevněny k háčkům ve třech nebo čtyřech obdélníkových otvorech v kruhovém dřevěném rámu. Buben je vyroben z kůže.
Rám je široký 45–50 cm a hluboký 5–7 cm. Chcete-li rám ohnout, můžete dřevo (buk, ořech) změkčit ve vodě, než jej ohnete kolem horkého kovového válce.
Rám se uzavře slepením konců. Nakonec se kůže připevní k rámu pomocí jiného dřevěného rámu nebo se přibije hřebíky.
Další variantou je umístění prstencových zvonků podél okraje vnitřní části bubnu po celém okraji  nebo na několika úrovních úrovní do poloviny vnitřního okraje.

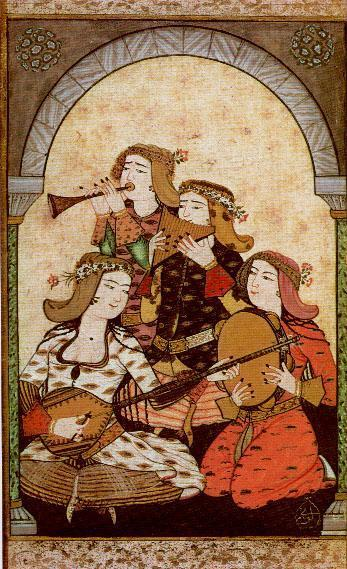
Turecký ženský orchestr s dojrou, miniatura z otomanského rukopisu, Istanbul 1720

## Hra
Zvuk je produkován nárazem na membránu oběma rukama – levá ruka, která také drží dojru, rozeznívá okraje a pravá ruka zasahuje střed. Prsty pravé ruky jsou pevně propojovány a uvolňovány (jako prasknutí prsty), aby vydaly hlasité, rychlé a ostré zvuky.
Dojra je sólový nástroj. Nejčastěji tento nástroj doprovází „Gajda“, „khalgija“ nebo „tarabuka“. Marko Čepenkov zmiňuje dojru jako společníka „Gajdy“ v 18. a 19. stoletích. Nejčastěji se používá k udržení rytmu v makedonských lidových písních a tancích a také v tradičních makedonských rituálech, jako jsou svatební obřady.